# Alfa Romeo 182
Chronologie des modèles (1982)
Alfa Romeo 179D Alfa Romeo 183T
L'Alfa Romeo 182 est une monoplace de Formule 1 engagée par l'écurie italienne Alfa Romeo lors du championnat du monde de Formule 1 1982. Elle est pilotée par les Italiens Andrea De Cesaris et Bruno Giacomelli.

## Historique
La meilleure qualification de l'Alfa Romeo 182 est une pole position d'Andrea De Cesaris au Grand Prix des États-Unis Ouest. Son meilleur résultat est une troisième place de De Cesaris au Grand Prix de Monaco. 
Au championnat du monde des pilotes, De Cesaris termine dix-septième devant Jacques Laffite et derrière Gilles Villeneuve. Bruno Giacomelli termine vingt-deuxième, devant Eliseo Salazar et derrière Marc Surer. 
Alfa Romeo se classe dixième du championnat du monde des constructeurs devant Arrows et derrière Brabham Racing Organisation.

## Alfa Romeo 182T
Lors des essais du Grand Prix d'Italie, Alfa Romeo engage une version T pour tester le moteur 890 turbocompressé destiné à être utilisé la saison suivante.

## Résultats en championnat du monde de Formule 1

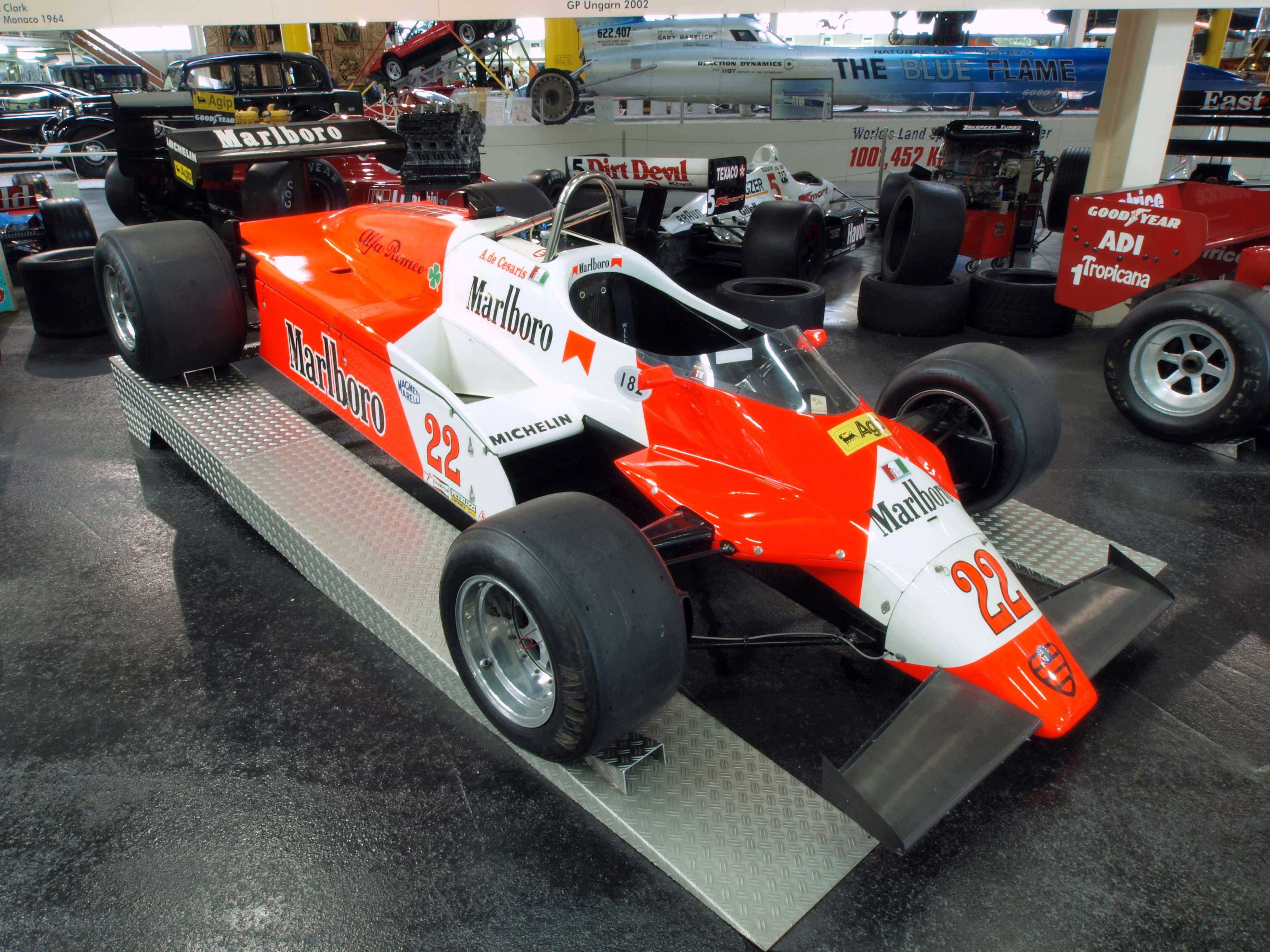
Alfa Romeo 182 exposée à lAuto & Technic museum de Sinsheim.

| Saison | Écurie                   | Moteur              | Pneus    | Pilotes           | Courses | Courses | Courses | Courses | Courses | Courses | Courses | Courses | Courses | Courses | Courses | Courses | Courses | Courses | Courses | Courses | Points inscrits | Classement |
| Saison | Écurie                   | Moteur              | Pneus    | Pilotes           | 1       | 2       | 3       | 4       | 5       | 6       | 7       | 8       | 9       | 10      | 11      | 12      | 13      | 14      | 15      | 16      | Points inscrits | Classement |
| ------ | ------------------------ | ------------------- | -------- | ----------------- | ------- | ------- | ------- | ------- | ------- | ------- | ------- | ------- | ------- | ------- | ------- | ------- | ------- | ------- | ------- | ------- | --------------- | ---------- |
| 1982   | Marlboro Team Alfa Romeo | Alfa Romeo V12 1260 | Michelin |                   | AFS     | BRÉ     | EUO     | SMR     | BEL     | MON     | EUE     | CAN     | P-B     | GBR     | FRA     | ALL     | AUT     | SUI     | ITA     | LVE     | 7               | 10e        |
| 1982   | Marlboro Team Alfa Romeo | Alfa Romeo V12 1260 | Michelin | Andrea De Cesaris |         | Abd     | Abd     | Abd     | Abd     | 3e      | Abd     | 6e      | Abd     | Abd     | Abd     | Abd     | Abd     | 10e     | 10e     | 9e      | 7               | 10e        |
| 1982   | Marlboro Team Alfa Romeo | Alfa Romeo V12 1260 | Michelin | Bruno Giacomelli  |         | Abd     | Abd     | Abd     | Abd     | Abd     | Abd     | Abd     | 11e     | 7e      | 9e      | 5e      | Abd     | 12e     | Abd     | 10e     | 7               | 10e        |

Légende : ici 